# Zlatá stuha
Zlatá stuha juniorů (pl. „Złota Wstęga”) – turniej żużlowy, rozgrywany od 1975 w czeskich Pardubicach, na stadionie żużlowym Svítkov.

## Historia
Po raz pierwszy zawody zostały rozegrane w przeddzień Złotego Kasku Czechosłowacji w roku 1975. Do 1992 roku były to zawody krajowe, od 1993 roku jest to turniej międzynarodowy. Podobnie jak Zlatá Přilba, jest to najstarszy turniej w swojej kategorii. Dwóm zawodnikom, Antonínowi Kasperowi młodszemu i Andreasowi Jonssonowi udało się wygrać zarówno Złoty Kask, jak i Złotą Wstęgę.

## Format zawodów
Początkowo zawody rozgrywano formie turnieju 20-biegowego, system ten utrzymał się do roku 2004, wyłączając 27. edycję w roku 2001 rozegraną w 12-osobowej obsadzie (6 zawodników w rundzie kwalifikacyjnej i 6 zawodników rozstawionych w grupach półfinałowych). Według tabeli z 12 zawodnikami zawody rozegrano także w sezonie 2005. W latach 2006–2012 w stawce znajdowało się 20 zawodników, a biegi były rozgrywane w 5-osobowej obsadzie. Zawody składały się wtedy z rundy zasadniczej, dwóch półfinałów i finału. Począwszy od 2013 roku w zawodach startuje 24 żużlowców - Zlatá stuha rozgrywana jest według identycznych zasad jak Zlatá přilba, tj. biegi w sześcioosobowej obsadzie oraz grupy kwalifikacyjne i półfinałowe, z których odrzucany jest wynik najsłabszego z trzech biegów. Finał rozgrywany jest na dystansie sześciu okrążeń. W roku 2020 na skutek problemów finansowych i logistycznych spowodowanych przez pandemię COVID-19 spowodowała redukcję liczby zawodników z 24 do 18. Rozegrano wtedy 12 biegów rundy zasadniczej i finał.